# فرودگاه دیونگ‌دونگ
 فرودگاه دیونگ‌دونگ (به ویتنامی: Sân bay Dương Đông)
 یک فرودگاه همگانی تعطیل شده با کد یاتا PQC است . این فرودگاه در کشور ویتنام قرار دارد و در ارتفاع ۷ متری از سطح دریا واقع شده است.